# Újváry Károly (színművész, 1856–1918)
Újváry Károly; Ujvári, Dibisevszky szül: Dybischefszky Károly (Pest-Józsefváros, 1856. október 24. – Budapest, 1918. július 12.) színész, népszínműénekes.

## Életútja
Dybiesevszky (Dybischefszky) Bálint szabó és Ottinger Anna fia. 1872 őszén Dunaföldváron és Komáromban játszott, 1873-ban fellépett az István téri Miklóssy Gyula-színházban. A színház bukása után vidékre szerződött és megfordul Győr, Sopron, Pozsony, Komárom, Eger, Pápa és Székesfehérvár színpadjain. 1876-ban Pécsre hívták meg, három évvel később Rákosi Jenő a Népszínházhoz szerződtette. 1892. július 31-én vasárnap ünnepelte színészkedésének 20 éves jubileumát a városligeti színkörben. 1904-ben ülte meg 25 éves népszínházi tagsága jubileumát. A Koldusdiák Enterich börtönőr szerepében frenetikus hatást ért el. A felügyelő a szerepkönyv szerint azt kérdezte tőle, hogy: „mióta van itt?" — „Instállom, éppen ma 25 éve" — felelte általános derültség mellett Újváry. 1907-ben vonult nyugdíjba, 1918-ban hunyt el májrákban.
1880. augusztus 16-án Budapesten, a józsefvárosi plébánián házasságot kötött Lichtenstein Máriával. Második neje Farkas Ilona volt.

## Fontosabb szerepei
- Frosch (Strauss: Denevér)
- Santa Cruz marquis (Hugo: Ruy Blas)
- Veréb Jankó (Vereshaju)
- Borbolya (Tót leány)
- Istók (Felhő Klári)
- Durst Icig (Zsidó honvéd)
- Magloire (Ördög piluláí)
- Styx Jankó (Orfeusz)
- Sanyaró Vendel (Egy görbe nap)
- Táncmester (Bob herceg)

## Működési adatai
1875–76: Pécs; 1876–77: Győr; 1877–78: Szabadka; 1878: Pozsony, Székesfehérvár; 1879: Rákosi Jenő.